# ألعاب القوى في الدورة الرياضية العربية الثانية بيروت 1957

## توزيع الأوسمة
| ت | البلد  | ذهبية | فضية | برونزية | المجموع |
| - | ------ | ----- | ---- | ------- | ------- |
| 1 | لبنان  | 7     | 11   | 5       | 23      |
| 2 | العراق | 5     | 6    | 5       | 16      |
| 3 | المغرب | 5     | 2    | 2       | 9       |
| 4 | تونس   | 2     | 1    | 6       | 9       |
| 5 | سوريا  | 1     | 1    | 1       | 3       |
| 6 | الأردن | 1     | -    | -       | 1       |
| 7 | الكويت | -     | -    | 1       | 1       |

## النتائج الكاملة
| اللعبة             | الذهبية                                                                   | الذهبية | الفضية                                                                   | الفضية  | البرونزية                                                                          | البرونزية |
| ------------------ | ------------------------------------------------------------------------- | ------- | ------------------------------------------------------------------------ | ------- | ---------------------------------------------------------------------------------- | --------- |
| 100 متر            | مثقال أبو كلل (العراق)                                                    | 10.9    | غازي كتمتو (لبنان)                                                       | 11.1    | باسل جزمي (العراق)                                                                 | 11.3      |
| 200 متر            | غازي كتمتو (لبنان)                                                        | 22.4    | فاركس دانيال (لبنان)                                                     | 23.7    | المنجي السوسي (تونس)                                                               | 23.8      |
| 400 متر            | محمد ماضي (العراق)                                                        | 51.0    | عبده امين (لبنان)                                                        | 53.0    | صالح ناصر (لبنان)                                                                  | 54.6      |
| 800 متر            | أحمد الأزرق (المغرب)                                                      | 2.00.8  | مصطفى مفتاح (المغرب)                                                     | 2.01.6  | حسن العمري (تونس)                                                                  | 2.03.3    |
| 1500 متر           | أحمد الأزرق (المغرب)                                                      | 4.00.4  | قاسم مختار (العراق)                                                      | 4.01.7  | سعيد الحسن (المغرب)                                                                | 4.04.6    |
| 5 آلاف متر         | سعيد بن محمد (المغرب)                                                     | 14.38.6 | بكير بن عيسى (المغرب)                                                    | 14.58.5 | أحمد العبيدي (تونس)                                                                | 15.10.2   |
| 10 آلاف متر        | بكير بن عيسى (المغرب)                                                     | 32.51.1 | محمد العبيدي (تونس)                                                      | 32.56.4 | حسن لفتة (العراق)                                                                  | 33.04.1   |
| الماراثون          | عزيز بن عمر (تونس)                                                        | 2.52.23 | علي الحاج موسى (لبنان)                                                   | 3.02.21 | سعيد المعيني (المغرب)                                                              | 3.10.31   |
| 110م حواجز         | المنجي السوسي (تونس)                                                      | 16.5    | رامح منير الدين (لبنان)                                                  | 17.0    | عفيف بطرس (لبنان)                                                                  | 17.8      |
| 400م حواجز         | رحيم عاصي (العراق)                                                        | 57.0    | رحيم عنبر(العراق)                                                        | 59.0    | المنجي السوسي (تونس)                                                               | 59.1      |
| تتابع 4 في 100 متر | الفريق اللبناني: فاركس باليان والكس زخريا وعزيز علامة وغازي كتمتو (لبنان) | 44.5    | الفريق العراقي: مثقال أبو كلل وخضير زلاطة وجاسم كريم وباسل جزمي (العراق) | 44.9    | الفريق السوري: خضر المصري وعبد الحميد الكرابلسي وسليمان السقا وجمعة القيسي (سوريا) | 45.3      |
| تتابع 4 في 400 متر | الفريق المغربي: سعيد الحسن ومصطفى مفتاح وأحمد قدور وأحمد الأزرق (المغرب)  | 3.23.3  | الفريق اللبناني: عبدو امين وسمير جهشان وميشال طويل وغازي كتمتو (لبنان)   | 44.5    | الفريق التونسي: حسن العمري وعبد السلام بن فرج ومعمر الوردلي ومنجي السوسي (تونس)    | 3.37.5    |
| الوثب العالي       | نايف كصب (العراق)                                                         | 1.85    | محمد جينياني (لبنان)                                                     | 1.75    | ديب أبو الحسن (لبنان)                                                              | 1.75      |
| الوثب الطويل       | عبد العزيز علامة (لبنان)                                                  | 6.55    | عبد الستار عبد الرزاق (العراق)                                           | 6.54    | فالح اكرم فهمي (العراق)                                                            | 6.46      |
| الوثبة الثلاثية    | عبد الستار عبد الرزاق (العراق)                                            | 14.62   | عبد العزيز علامة (لبنان)                                                 | 13.84   | إبراهيم أبو الخير (تونس)                                                           | 13.44     |
| رمي الرمح          | محمد جميل أبو الطيب (الأردن)                                              | 50.44   | سامي إبراهيم علي (لبنان)                                                 | 50.0    | -                                                                                  |           |
| رمي الثقل (الكلة)  | سالم الجسر (لبنان)                                                        | 13.45   | أحمد راتب زلف (سوريا)                                                    | 13.37   | عفيف بطرس (لبنان)                                                                  | 12.78     |
| رمي القرص          | عفيف بطرس (لبنان)                                                         | 39.6    | كنعان عوني (العراق)                                                      | 38.96   | عبد الإله عبد العزيز (العراق)                                                      | 37.18     |
| رمي المطرقة        | ميشال سكاف (لبنان)                                                        | 39.55   | فؤاد اسبير (لبنان)                                                       | 34.55   | كنعان عوني (العراق)                                                                | 31.12     |
| القفز بالزانة      | فريد حنا (سوريا)                                                          | 3.75    | إسماعيل أبو كروم (لبنان)                                                 | 3.52    | سالم البكر (الكويت)                                                                | 2.85      |
| الألعاب العشارية   | عفيف بطرس (لبنان)                                                         | 4389    | جمال أمين كنعان (العراق)                                                 | 4356    | ايلي محول (لبنان)                                                                  | 3745      |